# Turnstiles (àlbum)
Turnstiles és el quart àlbum d'estudi de Billy Joel, llançat el 1976. L'àlbum va ser realitzat, en part, per celebrar el retorn de Billy Joel a la ciutat de Nova York després de la seva estada a Califòrnia. Tres de les cançons de l'àlbum parlen de Nova York: «Summer, Highland Falls», «New York State of Mind» i «Miami 2017 (Seen the Lights Go Out on Broadway)». Addicionalment, Billy Joel comença l'àlbum amb «Say Goodbye to Hollywood» (inspirada en Phil Spector), i també inclou «I've Loved These Days», una expressió irònica de penediment en haver deixat enrere la decadència de Hollywood.

## Llista de cançons[2]
1. «Say Goodbye to Hollywood» – 4:36
2. «Summer, Highland Falls» – 3:15
3. «All You Wanna Do Is Dance» – 3:40
4. «New York State of Mind» – 5:58
5. «James» – 3:53
6. «Prelude/Angry Young Man» – 5:13
7. «I've Loved These Days» – 4:31
8. «Miami 2017 (Seen the Lights Go Out on Broadway)» – 5:12